# 夢幻の果てに
『夢幻の果てに』（むげんのはてに）は、1995年1月20日に発売されたTHE ALFEE16枚目アルバム。

## 概要
デビュー20周年当時のオリジナル・アルバム。
プライベート・レーベル「Zeit」からの第1弾作品。
本作は、プログレッシブ・ロック中心楽曲で構成されており、全編に渡り変拍子の楽曲が多い。
収録シングル曲は全て1994年に発売された楽曲。
唯一「エルドラド」のみ未収録。
「霧のソフィア」以来、9年振りに、高橋研が作詞で参加。

## 収録曲
全曲　作詞・作曲：高見沢俊彦 編曲：THE ALFEE（特記以外）
1. 孤独の影
本曲はPVが制作された。1984年発売『THE RENAISSANCE』の1曲目が、「孤独の美学」の為、韻を踏んでいると言われ、同年夏の野外イベントでは、2曲続けて演奏された。
2. 幻夜祭
（作詞：高見沢俊彦・高橋研）
歌部分は全編3声コーラスにて歌われるプログレッシブ・ナンバー。楽曲全体に変拍子が採用されていることでも話題を呼んだ。発売同年夏の野外イベントのタイトルナンバーに採用された。
3. LIBERTY BELL
大阪国際女子マラソンイメージソング。阪神・淡路大震災の影響で同年大会が中止となったため、1997年に起用された（同大会CM前のアイキャッチで使われたオーケストラ・アレンジは『THE ALFEE CLASSICS II』に収録）。
4. 罪人たちの舟
（作詞：高見沢俊彦・高橋研）
5. 哀愁は黄昏の果てに
6. 殉愛
7. 悲劇受胎
あまりにも曲の難易度が高いので、「ライブで演奏することは不可能」とまで囁かれていたが、発売同年の野外イベント「幻夜祭」で初披露された。
2023年発売のベスト・アルバム『SINGLE CONNECTION & AGR - Metal & Acoustic -』で「50th Anniversary Ver.」として再録された。
8. COMPLEX BLUE -愛だけ哀しすぎて-
9. FUNKY PUNKY
10. まだ見ぬ君への愛の詩（New Take）
アルバムレコーディング当初、収録予定は無く、スタッフからのどうしてもとの希望があったとの事（当時のインタビューより[要出典]）。
11. WILD BAHN！
MEN'S TENORAS CMソング、及びレーシングドライバー野田英樹応援歌[1]。エグゾーストノートは野田が実際にF3000マシンレイナード・94Dでサーキットを走行した際の音である。
英語ヴァージョン（曲名は同じ）が存在するが、未CD化（1998年のニューヨーク公演、1999年のクリスマスイヴ武道館公演映像作品で視聴可能）
名古屋テレビ系列で同年夏放映された「鈴鹿1000km耐久レース」の番組テーマソングとしても起用されている。
12. 冒険者たち
イントロに伴奏が加えられている。
13. 哀しみの泉

※上記2,7はライブでは前置きで、キング・クリムゾンの「21世紀のスキッツォイド・マン」のイントロから間奏部分が演奏されることがある。

## エピソード
発売日当日は、桜井賢の誕生日の為、テレビ等のインタビューでは「誕生日プレゼントよりも、CDをご購入頂いた方が嬉しいです」と語っていた。
ファンクラブ会報に「夢幻鍋」の名称で、高見沢が楽曲から名付けられた具材を材料とした鍋料理が紹介された。
次作オリジナルアルバム『LOVE』に収録のタイトル曲で歌詞に、「夢幻の果てに」が登場する。

## 関連作品
- 『THE ALFEE CLASSICS II THE ALFEE with Royal Phillharmonic Ochestra』 - 「幻夜祭」、「LIBERTY BELL」、「まだ見ぬ君への愛の詩」のクラシック・ヴァージョンが収録された。
- 『THE ALFEE HISTORY III 1992-1997』（VHS・LD 1997年10月17日） - 「孤独の影」、「まだ見ぬ君への愛の詩」のプロモーションビデオを収録。後にDVD版が再発売された。
- 「悲劇受胎2009」- 高見沢ソロでセルフカバーされた。
- 「悲劇受胎 (50th Anniversary Ver.)」- 2023年リリースのベストアルバム『SINGLE CONNECTION & AGR - Metal & Acoustic -』でアレンジを変えて再録された。